# Kerry Von Erich
Kerry Gene Adkisson, noto con il nome di Kerry Von Erich (Niagara Falls, 3 febbraio 1960 – Denton, 18 febbraio 1993), è stato un wrestler statunitense.
Lottò con i ring name Modern Day Warrior, e Texas Tornado, ed era un membro della famiglia Von Erich, storica dinastia del mondo del wrestling.

## Biografia

### Carriera nel wrestling professionistico

#### NWA Texas (1979-1980)
Kerry era uno dei figli della leggenda del wrestling Fritz Von Erich. I suoi fratelli, David, Kevin, Mike, e Chris, sono stati tutti dei lottatori. Debuttò come wrestler nella federazione locale gestita dal padre, la NWA Texas/Big Time Wrestling, il 17 giugno 1979, scontrandosi con Gary Hart. Nella Big Time Wrestling, conquistò numerosi titoli di campione di coppia Texas Tag Team ed American Tag Team.

#### World Class Championship Wrestling (1980-1982)

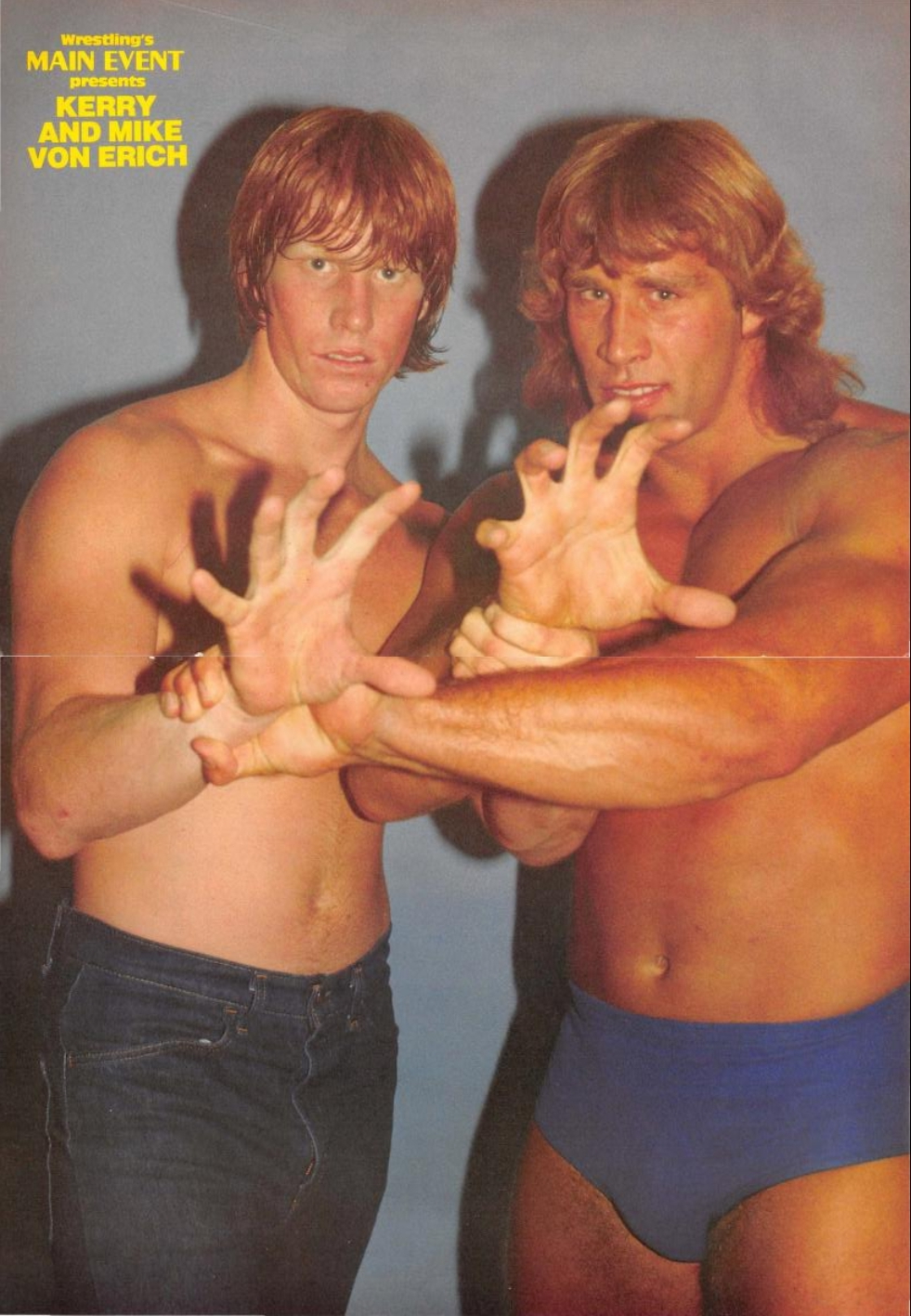
Kerry (a destra) insieme al fratello Mike nel 1984

La popolarità di Kerry crebbe enormemente nella texana World Class Championship Wrestling (WCCW), dove venne soprannominato "The Modern Day Warrior". Il 28 dicembre 1980, vinse il titolo NWA American Heavyweight Championship sconfiggendo Gino Hernandez. Perse poi la cintura di campione in favore di Ken Patera, prima di aggiudicarsi il suo secondo titolo NWA American Heavyweight battendo The Masked Superstar. Il 25 ottobre, Kerry lottò in coppia con Terry Orndorff sconfiggendo The Great Kabuki e Chan Chung per le cinture NWA American Tag Team Championship. Successivamente formò un tag team con il fratello Kevin. Il 15 marzo 1982, i due lottarono contro Gary Hart e King Kong Bundy in un match che terminò in una doppia squalifica. Il 4 giugno, Kerry Von Erich sconfisse l'ex campione NWA World Heavyweight Harley Race, elevandosi al rango di "stella" della federazione.
Kerry iniziò un feud con il campione mondiale NWA Ric Flair. Il 15 agosto, ebbe la sua prima vera occasione di aggiudicarsi il titolo in un match contro Flair, ma Flair vinse e conservò la cintura. Il 25 dicembre, Kerry lottò nuovamente con Flair in un "no disqualification" steel cage match, con Michael "P.S." Hayes nelle vesti di arbitro speciale dell'evento. I Fabulous Freebirds volevano aiutare Kerry a vincere l'incontro, ma Von Erich rifiutò il loro appoggio, affermando di voler vincere in modo "pulito". Allora Terry Gordy sbatté la porta della gabbia in faccia a Kerry quando questi stava per uscire, spianando quindi la strada per la vittoria a Flair. L'episodio culminò in uno storico feud tra la famiglia Von Erich e i Freebirds che durò per circa cinque anni.

#### St. Louis Wrestling Club (1983)
Nel 1983, Kerry militò anche nella St. Louis Wrestling Club, dove vinse in una occasione il titolo NWA Missouri Heavyweight Championship.

#### World Class Championship Wrestling (1983-1989)

##### Feud con i Fabulous Freebirds (1983-1984)
Il 17 giugno 1983, Kerry si alleò in coppia con Bruiser Brody per sconfiggere i Fabulous Freebirds in un match con in palio l'NWA American Tag Team Championship. Il 4 luglio, Kerry, insieme ai suoi fratelli maggiori Kevin e David, sconfisse i Fabulous Freebirds vincendo l'NWA Texas Six-Man Tag Team Championship. I Von Erich persero poi le cinture nel rematch contro i Freebirds il 12 agosto seguente. Il 5 settembre, i tre fratelli risfidarono gli odiati Fabulous Freebirds; ma persero il match. Il 24 novembre, Kerry sconfisse Michael Hayes in un "Loser Leaves Texas match" nella gabbia.
Il 2 dicembre, i fratelli Von Erich sconfissero i Freebirds vincendo il loro secondo titolo NWA Six-Man Tag Team Championship. Il 25 dicembre, Kerry batté Kamala per squalifica. Il 30 gennaio 1984, fece coppia con i fratelli Mike e David per scontrarsi nuovamente con i Fabulous Freebirds nel corso di un six-man tag team match, che i Von Erich persero per squalifica.

##### NWA World Heavyweight Champion (1984)

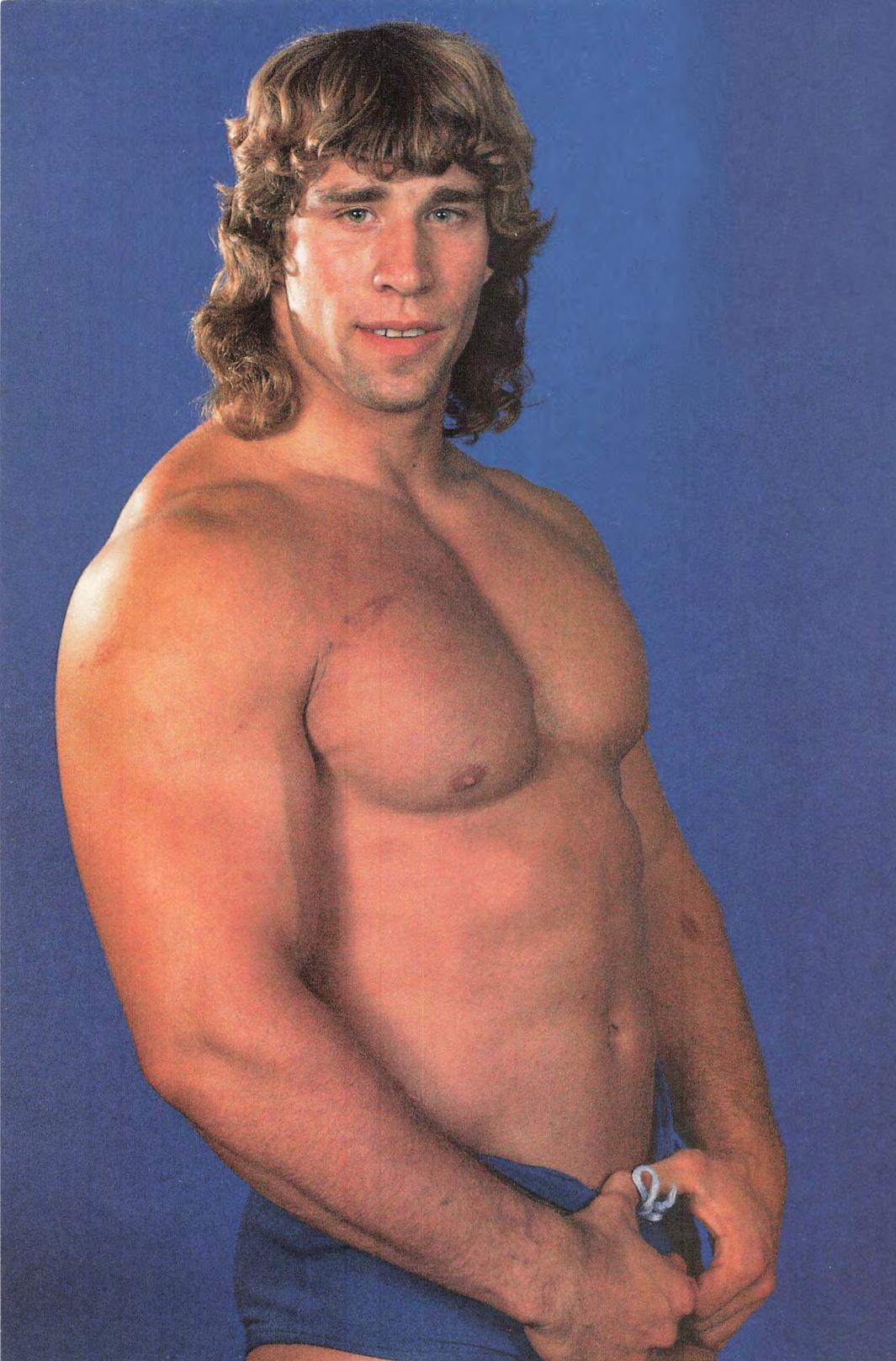
Kerry nel 1985 circa

Il maggiore successo in carriera, Kerry lo ottenne il 6 maggio 1984, quando riuscì a sconfiggere "Nature Boy" Ric Flair di fronte a più di 45.000 fan al Texas Stadium, vincendo la cintura di campione mondiale NWA World Heavyweight Championship. La vittoria di Kerry, fu un omaggio alla scomparsa del fratello David, che era morto in circostanze mai chiarite appena tre mesi prima, non a caso, l'evento nel quale Kerry sconfisse Flair diventando campione, era intitolato proprio "David Von Erich Memorial Parade of Champions". Il regno da campione NWA non fu però duraturo, poiché Kerry riperse la cintura contro Flair solo 18 giorni più tardi a Yokosuka, in Giappone.
Il 4 luglio, i Von Erich persero le cinture di campioni six man tag team in favore dei Fabulous Freebirds. Il 3 settembre, riconquistarono i titoli sconfiggendo i Freebirds in un handicap match nella gabbia.
Dopo la fine della lunga rivalità con i Fabulous Freebirds, i fratelli Von Erich si scontrarono con Gino Hernandez, Chris Adams, e Jake Roberts. Il 22 novembre, Kerry, insieme a Iceman Parsons, sconfisse Jake Roberts e Kelly Kiniski. In seguito arbitrò un Texas Death match tra Terry Gordy e Killer Khan, nel quale prevalse Gordy, per decisione di Kerry. Il 25 dicembre, Kerry ebbe nuovamente l'occasione di aggiudicarsi l'NWA World Heavyweight Championship. Ma, il campione Ric Flair si fece intenzionalmente squalificare, mantenendo così la cintura. Il 31 dicembre, i fratelli Von Erich sconfissero Hernandez, Roberts, e Adams riconquistando per la quinta volta le cinture di campioni NWA Six-Man Tag Team.

##### Incidente (1986)

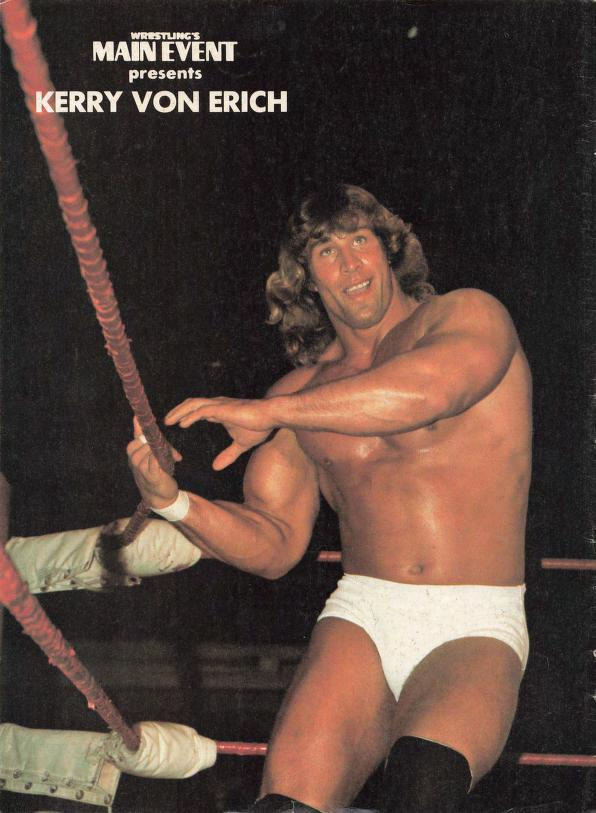
Kerry Von Erich nel 1986

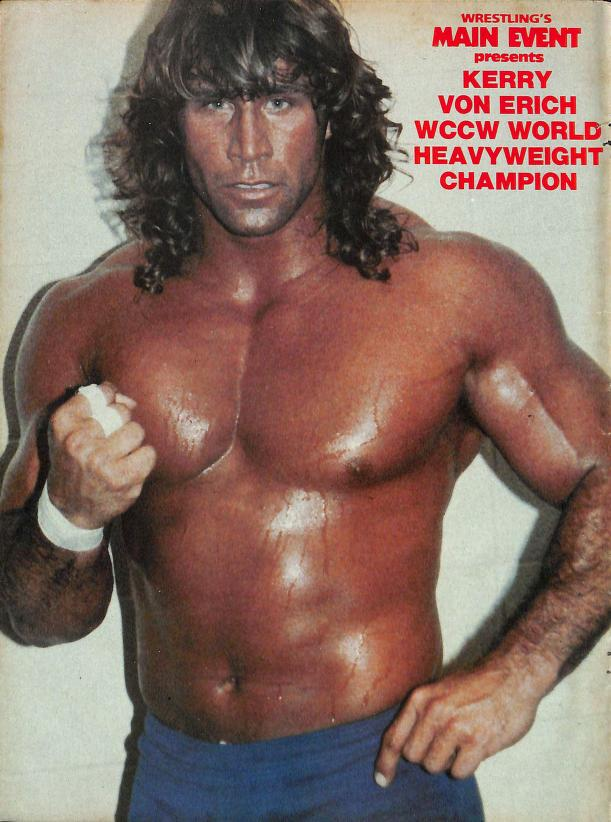
Kerry Von Erich nel 1988

Il 4 giugno 1986, Kerry Von Erich ebbe un gravissimo incidente in motocicletta durante il quale si salvò per miracolo ma subì l'amputazione del piede destro. Kerry non si perse d'animo e fu in grado di continuare a combattere con l'implementazione di una protesi artificiale. Inizialmente la cosa venne tenuta nascosta per non danneggiare l'immagine di Kerry come lottatore, però la verità venne a galla durante un match a Las Vegas contro Colonel DeBeers. Durante la contesa, DeBeers sfilò lo stivale destro a Kerry, rivelando al pubblico il suo moncherino all'altezza della caviglia.
Durante gli ultimi giorni in WCCW, Kerry Von Erich fu coinvolto in un feud con Jerry "The King" Lawler (l'AWA World Heavyweight Champion dei tempi) su chi dovesse essere considerato il vero Undisputed Heavyweight Champion. Kerry era all'epoca WCWA Heavyweight Champion. I due si incontrarono a SuperClash III per risolvere la faccenda. Prima del match, Kerry accidentalmente si fece un taglio sul braccio iniziando a sanguinare copiosamente. Durante l'incontro, si ferì anche alla testa. L'arbitro fermò l'incontro a causa della perdita eccessiva di sangue di Kerry, e dichiarò vincitore Jerry Lawler. L'episodio segnerà la fine del periodo in WCWA di Kerry.

#### United States Wrestling Association (1989-1990)
Kerry andò a combattere nella USWA. Formò un tag team con Jeff Jarrett, e vinse per due volte il Texas Heavyweight Title. Nel 1990, ebbe un violento feud con Matt Borne. Nel bel mezzo della storyline, Kerry lasciò improvvisamente la USWA per accasarsi alla World Wrestling Federation, presentandosi come The Texas Tornado.

#### World Wrestling Federation (1990-1992)

##### WWF Intercontinental Champion (1990)
Nell'estate del 1990, Kerry firmò il contratto con la World Wrestling Federation e debuttò a Saturday Night's Main Event del 28 luglio, come personaggio face, battendo Buddy Rose. A SummerSlam, Texas Tornado sostituì l'infortunato Brutus Beefcake e sconfisse sonoramente Mr. Perfect (Curt Hennig) vincendo il titolo Intercontinentale WWF. Tornado rimase campione per tre mesi, prima di riperdere la cintura contro Mr. Perfect in un rematch andato in onda il 15 dicembre in una puntata di WWF Superstars of Wrestling. Kerry perse cintura e match a causa delle interferenze di "Million Dollar Man" Ted DiBiase durante l'incontro.
Alle Survivor Series del 1990, mentre era ancora campione Intercontinentale, Von Erich lottò in squadra con il campione mondiale WWF Ultimate Warrior (con il quale strinse una duratura amicizia anche al di fuori del ring ai tempi della World Class Championship Wrestling) e i Legion of Doom (Hawk & Animal). Venne eliminato dal match dal vecchio rivale Mr. Perfect ma il suo team riuscì ugualmente a vincere l'incontro. Alla Royal Rumble 1991, entrò in gara con il numero cinque e venne poi eliminato da The Undertaker dopo circa mezz'ora di permanenza sul ring. Quindi partecipò a WrestleMania VII, sconfiggendo Dino Bravo. A SummerSlam '91, combatté insieme a British Bulldog e Ricky Steamboat in un six-man tag team match contro la squadra di Warlord e dei Power and Glory (Paul Roma & Hercules).
Alle Survivor Series '91, era invece in squadra con Sgt. Slaughter, Jim Duggan, e Tito Santana contro Colonel Mustafa, The Berzerker, Skinner, e Hercules. L'ultima sua apparizione in un pay-per-view fu quella alla Royal Rumble del 1992. Venne eliminato dal futuro vincitore Ric Flair, l'uomo che Von Erich aveva battuto otto anni prima per l'NWA World Heavyweight Title. Lasciò la WWF nell'estate del 1992 perché il suo status nella federazione ormai non era più quello di una star di prima grandezza.

#### United States Wrestling Federation e Global Wrestling Federation (1992-1993)
Kerry ritornò in Texas dove vinse l'USWF Texas Heavyweight Championship. Questa sarebbe stata l'ultima cintura da campione per Kerry. Tornò in seguito a Dallas per competere nella Global Wrestling Federation (GWF), dove fece coppia con l'ex nemico Chris Adams. L'ultimo incontro di Kerry Von Erich ebbe luogo il 12 febbraio 1993. Si trattò di un tag team match nel quale Kerry e Chris Adams persero per squalifica contro Johnny Mantell e Black Bart.

### Morte
Il 4 giugno 1986, Adkisson riportò varie ferite in un incidente motociclistico apparentemente in pericolo di vita. Adkisson ha riportato una lussazione dell'anca e molteplici lacerazioni alla gamba destra. Ha subito un intervento chirurgico al piede destro, che in seguito ha dovuto essere amputato. Ha ripreso la sua carriera di wrestling dotandosi di una protesi. La sua amputazione è stata tenuta segreta agli occhi del pubblico, e solo il resto della sua famiglia e i medici ne erano a conoscenza. Prima e dopo gli incontri di wrestling, Adkisson faceva la doccia con le scarpe per nascondere l'amputazione.
Dopo l'amputazione del piede destro, Adkisson ha sviluppato una dipendenza da antidolorifici e altri farmaci non specificati. È stato arrestato due volte durante il suo periodo di dipendenza, dove il primo periodo ha portato alla libertà vigilata. Dopo essere stato incriminato per il secondo arresto, che probabilmente avrebbe comportato una lunga pena detentiva, Adkisson si trovava nel ranch di suo padre nella contea di Denton, in Texas, il 18 febbraio 1993. Salutò suo padre abbracciandolo, fuggì nei boschi e mise fine alla propria vita con una pistola calibro 44. Adkisson aveva 33 anni quando morì e la sua morte fu dichiarata suicidio.

## Personaggio
Mosse finali
- Tornado Punch (Discus punch)
- Iron Claw

Soprannomi
- "The Modern Day Warrior" (WCCW)
- "The Texas Tornado" (WWF)

## Titoli e riconoscimenti
World Class Championship Wrestling / National Wrestling Alliance
- NWA American Heavyweight Championship (5)
- NWA American Tag Team Championship (5- 2 con Bruiser Brody - 2 con Kevin Von Erich - 1 con El Halcon)
- NWA Texas Tag Team Championship (3- 2 con Bruiser Brody - 1 Sweet Brown Sugar)
- NWA World Heavyweight Championship (1)
- NWA World Six-Man Tag Team Championship (6- 2 con David e Kevin Von Erich - 3 con Mike e Kevin Von Erich - 1 con Kevin Von Erich e Brian Adias)
- NWA World Tag Team Championship (World Class Version) (3- 2 con Al Madril - 1 con Terry Orndorff)
- WCWA World Heavyweight Championship (3)
- WCWA World Six-Man Tag Team Championship (2- 1 con Lance e Kevin Von Erich - 1 con Kevin Von Erich e Michael Hayes)
- WCWA World Tag Team Championship (4- 3 con Kevin Von Erich - 1 con Jeff Jarrett)

Pro Wrestling Illustrated
- 40º tra i 500 migliori wrestler singoli nella PWI 500 (1991)
- Match of the Year vs. Ric Flair per il NWA World Heavyweight Championship.  (1984)
- Most Popular Wrestler of the Year (1984)
- PWI lo classificò alla posizione numero 24 nella lista dei migliori 500 wrestler singoli dei "PWI Years" del 2003[34]

United States Wrestling Association
- USWA Texas Heavyweight Championship (3)

World Wrestling Federation/Entertainment
- WWF Intercontinental Heavyweight Championship (1)
- WWE Hall of Fame (2009)

## Riferimenti nella cultura di massa
- La canzone Kerry Von Erich degli Es è dedicata alla tragica storia del wrestler e della sua famiglia.
- La canzone Texas Tornado della band punk Spaventapassere è un omaggio alla memoria del wrestler.
- Il film biografico The Warrior: The Iron Claw (The Iron Claw) del 2023, diretto da Sean Durkin, racconta la storia della famiglia Von Erich. La figura di Kerry Von Erich è interpretata da Jeremy Allen White.